# ダニエル・ビテリ
ダニエル・ビテリ（Daniel Jimmy Viteri Vinces、1981年12月12日 - ）は、エクアドルの元サッカー選手。元エクアドル代表。ポジションはゴールキーパー。

## 来歴
エクアドル代表での出場機会は無かったが、2002 FIFAワールドカップのメンバーに選ばれた。2007年に親善試合で代表デビュー、同年に5試合に出場した。

## 代表歴

### 出場大会
- エクアドル代表
  - 2002 FIFAワールドカップ

### 試合数
- 国際Aマッチ 5試合 0得点（2007年）[1]

| エクアドル代表 | 国際Aマッチ | 国際Aマッチ |
| 年             | 出場        | 得点        |
| -------------- | ----------- | ----------- |
| 2007           | 5           | 0           |
| 通算           | 5           | 0           |